# Romaria da Penha

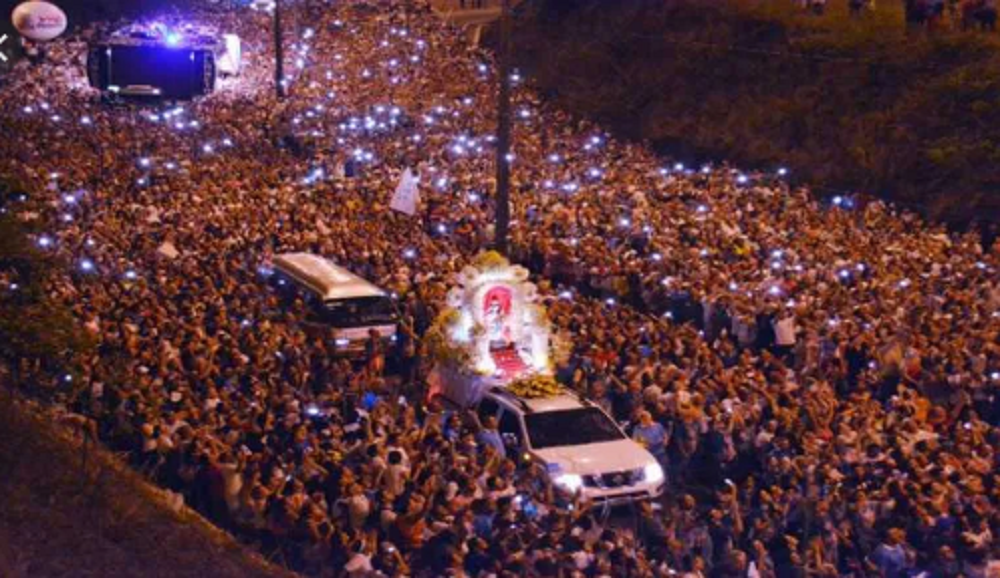
Romaria da Penha em João Pessoa

Denomina-se Romaria da Penha a festividade católica dedicada a Nossa Senhora da Penha, que ocorre anualmente na cidade de João Pessoa no último final de semana de novembro. Celebrada continuamente desde o ano de 1763, a romaria se desenvolvem ao redor da imagem centenária de Nossa Senhora da Penha, trazida de Portugal pelo marinheiro Pedro Siqueira em agradecimento por uma graça alcançada. A pequena estatueta, popularmente conhecida por "santinha", é objeto de importante devoção durante todo o ano, sendo custodiada na histórica capela homônima, nas proximidades da Praia da Penha. 
Como parte das festividades, na tarde do último sábado de novembro a veneranda imagem de Nossa Senhora da Penha é trasladada de sua capela até a paróquia de Lourdes, no centro da cidade, em carreata que costuma reunir uma enorme quantidade de automóveis. Após, é exposta à veneração dos fiéis naquela paróquia, aí permanecendo até a noite, quando começa a romaria. A procissão da festa, que usualmente atrai centenas de milhares de fiéis, prolonga-se por 14 quilômetros, retornando à histórica capela da Penha, onde se celebra a missa festiva. 
Em 2024, celebrou-se a 261ª edição da festa, que é considerada a maior procissão religiosa do Nordeste brasileiro.